# Грация (Dragon 2)
Grace (в пер. на русский — Грация) — пятый и последний многоразовый транспортный космический корабль Crew Dragon, производимый и эксплуатируемый компанией SpaceX. Впервые запущен 25 июня 2025 года. Астронавты первой его миссии SpaceX AX-4 окрестили свой Dragon 2 именем "Grace"(Грация).

## История
```
  Космический корабль Crew Dragon Grace в своем первом полете отправился в двухнедельную коммерческую миссию 
SpaceX AX-4
 по доставке на 
МКС
 представителей сразу же 4-х стран (
США
, 
Индия
, 
Венгрия
 и 
Польша
) для проведения научных экспериментов
[
3
]
.
```

## Полёты
| № | Название    | Эмблема | Дата старта  | Дата посадки | Продолжительность | Цель миссии            | Экипаж взлёта                                              | Экипаж посадки                                             |
| - | ----------- | ------- | ------------ | ------------ | ----------------- | ---------------------- | ---------------------------------------------------------- | ---------------------------------------------------------- |
| 1 | SpaceX AX-4 |         | 25 июня 2025 | 15 июля 2025 | 20 суток 3 часа   | Первый полет нового КК | { Пегги Уитсон Шубханшу Шукла Славош Узнаньский Тибор Капу | { Пегги Уитсон Шубханшу Шукла Славош Узнаньский Тибор Капу |